# Arevashogh
Arevashogh (in armeno Արևաշող?) è un comune di 2 645 abitanti (2008) della Provincia di Lori in Armenia.